# Pink Military
Pink Military est un groupe de punk rock britannique, originaire de Liverpool, en Angleterre. Le groupe se forme en 1978 et se sépare en 1981.

## Biographie
Après la séparation de Big in Japan à l'été 1978, la chanteuse Jayne Casey forme Pink Military avec John Highway, Wayne Wadden (guitare basse), Paul Hornby (batterie), et Nicky Cool (né Nicky Hillon, claviers),. Un groupe de punk-rock avec des éléments influencés du disco et du reggae. Leur première sortie s'intitule Buddha Walking, unique album, en février 1979. Il s'agit de la seule version de la formation originale. Ils enregistrent deux sessions pour la BBC Radio 1, une première fois le 1er novembre 1979, et une deuxième fois en mai 1980. L'album du groupe, Do Animals Believe in God?, est publié en juin 1980 grâce à un contrat avec Virgin Records pour la distribution,,. Un autre single est publié le même mois, avant la séparation du groupe en 1981. Casey formera Pink Industry, et Dempsey se joindra à It's Immaterial puis aux Mel-o-Tones. Joyce rejoindra The Durutti Column, puis Simply Red.

## Discographie

### Albums studio
- 1980 : Do Animals Believe In God? (UK Indie No. 3[7])

### Singles
- 1979 : Buddha Walking
- 1979 : Blood and Lipstick (EP)
- 1980 : Did You See Her